# لایحه حقوق اولیا در آموزش فلوریدا
لایحه حقوق اولیا در آموزش فلوریدا، که توسط مخالفانش به عنوان قانون نگو گِیْ  توصیف شده‌است، از قانون‌های ایالتی فلوریدا است که در سال ۲۰۲۲ ارائه و تصویب شد که قوانین جدیدی را برای آموزش عمومی وضع می‌کند، که «آموزش در کلاس» را در مورد گرایش جنسی یا هویت جنسی در «مهدکودک تا کلاس سوم یا به شیوه ای که برای دانش آموزان مطابق با معیارهای ایالتی مناسب سن آنها نیست یا برای رشدشان مناسب نیست» در مدارس دولتی منع می‌کند و مدارس دولتی را از محدود کردن دسترسی اولیا به سوابق تحصیلی و سلامت دانش آموزان خود منع می‌کند. ران دسنتیس، فرماندار فلوریدا، این لایحه را در ۲۸ مارس ۲۰۲۲ امضا کرد که در ۱ ژوئیه ۲۰۲۲ لازم الاجرا شد.
مخالفانش آن را به عنوان لایحه "نگو گی (همجسنگرا)" توصیف کرده‌اند که از آن به دلیل ممنوعیت آموزش در مورد جامعه دگرباشان جنسی، تاریخچه LGBT و حقوق دگرباشان جنسی در پایه‌های ابتدایی و محدود کردن چنین آموزشی به شیوه ای که تصور می‌شود برخلاف استانداردهای دولتی در تمامی مقاطع باشد  انتقاد کرده‌اند. مخالفان شامل دانشجویان، سازمان‌های حقوق مدنی، کسب و کارها و دولت فدرال ایالات متحده از جمله رئیس‌جمهور ایالات متحده هستند. شرکت والت دیزنی به دنبال فشارهای کارکنانش، در مخالفت خود صریح بود، که موجب بروز یک خصومت در جریان بین دیزنی و دسنتیس شد، که منجر به لغو منطقه بهبود ریدی کریک شد. تظاهرات گسترده دانش آموزان در مدارس سراسر فلوریدا در مخالفت با آنچه آنها به عنوان لایحه «نگو گی» توصیف کردند، برگزار شد و دانش آموزان در پاسخ شعار «ما می‌گوییم گی» را سر دادند.

## حمایت و مخالفت
حامیان این لایحه بیان می‌کنند که بحث در مورد جنسیت و هویت جنسی با کودکان بسیار خردسال باید توسط والدین کودک انجام شود و نه مدارس آنها. کریستینا پوشا، دبیر مطبوعاتی دسنتیس، HB 1557 را یک "لایحه ضد فریب دادن کودکان به منظور سو استفاده جنسی از آنان " نامیده و به نادرست ادعا کرده‌است که هر کسی که با این لایحه مخالفت می‌کند " احتمالا قصد فریب و جذب عواطف کودکان برای سو استفاده جنسی از آنان دارد." فرماندار کالیفرنیا گوین نیوسام با بیان این جمله «من می‌گویم جذب کودکان- بله باید توهین آمیز باشد» پوشا را محکوم کرد. بر اساس یک نظرسنجی آنلاین که توسط Ipsos انجام شد، بیش از ۶ نفر از هر ۱۰ آمریکایی با قوانینی مانند قانون حقوق اولیا در آموزش فلوریدا مخالف هستند.

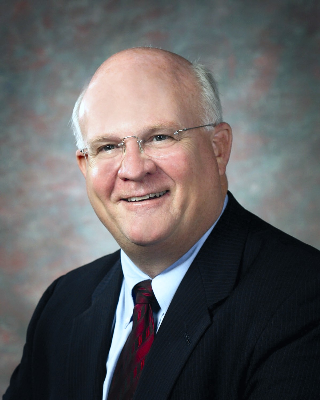
دنیس باکسلی در ابتدا این لایحه را در سال ۲۰۲۱ پیشنهاد کرد

برخی از محافظه کاران، مانند مفسر سیاسی مت والش، استدلال می‌کنند که این لایحه به اندازه کافی جلو نمی‌رود. تولسی گبرد، نامزد سابق دموکرات ریاست جمهوری نیز استدلال کرد که این لایحه باید گسترده‌تر می‌شد. گبرد اظهار داشت که به جای مهدکودک تا پایه سوم، این قانون باید دانش آموزان را از مهدکودک تا پایه دوازدهم را دربر گیرد.
در میان برخی از محققان حقوقی نگرانی‌هایی وجود دارد که قانون پیشنهادی در فلوریدا می‌تواند متمم اول قانون اساسی ایالات متحده را نقض کند و به‌طور بالقوه خلاف قانون اساسی باشد. در پاسخ به این لایحه، پیاده‌روی دانش آموزان در مدارس سراسر فلوریدا برگزار شد. در سطح ملی، ۱۵۸ شرکت (از جمله ماریوت، هیلتون، امریکن ایرلاینز و ابربی ان بی) طوماری کمپین حقوق بشر در مخالفت با این لایحه را امضا کردند. انجمن روان‌شناسی آمریکا نیز مخالفت خود را با این قانون اعلام کرده‌است.

## یادداشت
1. ↑  Prior to its passage, the legislation was known as the Don't Say Gay bill by its opponents. After its passage, opponents switched to using the terms Don't Say Gay law and less commonly Don't Say Gay act, though Don't Say Gay bill remains popularly used to this day.[۱]